# Herning Blue Fox
Die Herning Blue Fox sind ein professioneller dänischer Eishockeyclub aus Herning, der 1947 als Herning Ishockey Klub gegründet wurde. Das Team spielt in der Saison 2019/20 in der Metal Ligaen. Seine Heimspiele trägt der Club, der bisher 16-mal die Meisterschaft gewinnen konnte, in der 4105 Zuschauer fassenden KVIK Hockey Arena aus.

## Geschichte

### 1940 bis 1965: Anfänge & Gründung
Bereits seit Ende des Zweiten Weltkrieges wurde in Herning viel Eislaufsport betrieben. Sobald im Winter die Seen in Herning und den nahegelegenen Orten zufroren, wurden diese von den Bewohnern vor allem zum Eislauf aber auch zum Eishockey genutzt. Am 5. Februar 1947 trafen sich einige begeisterte Hobby-Eishockeyspieler in einer Gaststätte in Herning und schlossen sich zu einem Verein zusammen – dem Herning Ishockeyklub (HIK). Unter den Gründungsmitgliedern waren unter anderem Kai Lassen, ein Elektriker der später auch eine wichtige Rolle bei der Gründung der Dänischen Eishockeyunion (‘‘Danmarks Ishockey Union‘‘) spielte, sowie der erste Präsident des HIK, Hugo E. Madsen. In den ersten beiden Jahrzehnten der Vereinsgeschichte gab es jedoch nur lose Treffen zu Spielen aber keine Mannschaft, die an einem geregelten Spielbetrieb teilnahm. Grund dafür war hauptsächlich die Unsicherheit, ob an den Wochenenden eine spielfähige Eisfläche zur Verfügung stehen würde, da weiterhin auf zugefrorenen Seen gespielt werden musste. So mussten des Öfteren Spiele kurz vor Spielbeginn abgesagt werden, da die Eisflächen auf den Seen, vor allem auf dem See am Ringkøbingvej, zu tauen begannen. Dies änderte sich erst, als 1965 die Herning Halls, ein Messezentrum am Stadtrand von Herning fertiggestellt wurden. In der Halle E befand sich die erste künstliche Eisfläche der Stadt, welche ab der Saison 1965/66 die Heimspielstätte des HIK wurde. Im selben Gebäude wurde zu dieser Zeit auch erstmals ein Clubhaus eingerichtet.

### 1965 bis 1973: Aufstieg zum Spitzenclub
Mit diesen neu geschaffenen Möglichkeiten war es dem HIK möglich, das Eishockey in Herning auf ein neues Level zu heben. Die Mitgliederzahlen wuchsen stark an und es wurde eine Jugendabteilung eröffnet, um den Eishockey-Nachwuchs besser zu fördern. Bereits in der Folgesaison 1966/67 gelang dem Team der Aufstieg in die Eliteserien, die damals oberste Spielklasse im dänischen Eishockey. Aufgrund der stark gestiegenen Zuschauerzahlen und erstmals eingenommener Eintrittsgelder konnte auch der erste ausländische Profi verpflichtet werden: Der US-Amerikaner Greg Wentz wechselte 1971 zum HIK und führte das Team in der Spielzeit 1972/73 zur ersten Meisterschaft. Ebenfalls zum Team gehörte Frits Nielsen, der in einem späteren Kapitel der Vereinsgeschichte zum HIK zurückkehren würde. Als einer der ersten Clubs in Dänemark gaben die Herninger ihren Spielern eine Meisterprämie – einen Urlaub mit den Spielerfrauen auf Mallorca. Jedoch gelang es dem HIK trotz der mittlerweile hervorragenden finanziellen Möglichkeiten nicht, die Meisterschaft sofort zu wiederholen. Die halbe Meistermannschaft wurde von anderen Vereinen abgeworben und erst vier Jahre später gewann der HIK zum zweiten Mal den Titel – auch dank einer hervorragenden Integration junger Nachwuchsspieler. Da in der Meistermannschaft zwei ausländische Profis spielten begann erstmals eine Debatte über die Reglementierung der Ausländerstellen in Dänemark.

### 1973 bis 1988: Abstieg & Hallenneubau
Nach dem zweiten Titelgewinn rutschte der HIK kurzzeitig ab – Tiefpunkt war der Abstieg in die 1. Division in der Saison 1981/82. Im Sommer 1982 begann dann die Amtszeit von Frits Nielsen als Trainer, der nach Beendigung seiner aktiven Karriere zum HIK zurückkehrte. Nielsen führte Herning 1984 zum Wiederaufstieg in die Eliteserien und baute in den folgenden Jahren eine starke Mannschaft auf. Neben vielen einheimischen Nachwuchsspielern holte Nielsen auch einige Stars nach Herning, so unter anderem den damaligen finnischen Nationalspieler Seppo Repo. In der Spielzeit 1986/87 gewann der HIK schließlich den dritten Meistertitel. Es sollte der letzte Titelgewinn in der Halle E der Herning Halls bleiben: Schon in den Jahren zuvor gab es öfters Streitigkeiten zwischen dem HIK und dem Hallenbetreiber, der die Halle E häufiger als Messehalle benötigte. So entschieden sich die Verantwortlichen des HIK, eine eigene Halle zu bauen. 1988 wurde schließlich das ‘‘Herning Isstadion‘‘ eröffnet, welches komplett dem Verein gehörte und in dem seither die Clubverwaltung ihren Sitz hat.

### 1988 bis 1998: Sechs Meisterschaften in zehn Jahren
Im selben Jahr kam es zu einem weiteren wichtigen Punkt in der Vereinsgeschichte: Coach Nielsen hatte die Gelegenheit, einen Nachwuchsspieler aus den USA zu verpflichten, von dem er jedoch bis dahin nur über Dritte erfahren hatte. Er ging das Risiko ein und verpflichtete den damals 26-jährigen Todd Bjorkstrand, der zuvor nur in Nordamerika in der niederklassigen International Hockey League gespielt hatte. Zu diesem Zeitpunkt ahnte keiner der Verantwortlichen, dass Bjorkstrand seine restliche Karriere in Herning verbringen würde und im Laufe dieser fast alle Rekorde in der Eliteserien brechen würde. Nach seiner aktiven Karriere wechselte er hinter die Bande der Blue Fox, wo er bis 2014 als Trainer verantwortlich war. In den folgenden Jahren erlebte der HIK seine erfolgreichste Zeit – zwischen 1991 und 1997 gewann der Club fünf Meisterschaften. Viele hochklassige Spieler, unter anderem der ehemalige finnische Nationalspieler Petri Skriko waren in dieser Zeit die Stützen des Teams. Zudem verstärkte 1993 der ehemalige polnische Nationalspieler Adam Wozninski das Trainerteam in der Funktion des Co-Trainers, in der er bis heute dem Verein treu geblieben ist. 1996 verließ Nielsen den HIK, seine Nachfolger hinter der Bande waren – wie so oft in Herning – alte Bekannte: Seppo Repo (1996–1999) und Petri Skriko (1999–2001) führten die erfolgreiche Arbeit fort und holten drei weitere Meisterschaften nach Herning.

### 1998 bis heute: Herning Blue Fox
Am 1. Oktober 1998 wurde die Blue Fox Herning A/S gegründet und die Profimannschaft in diese Aktiengesellschaft ausgegliedert, was einen weiteren Schritt in Richtung Professionalisierung des HIK darstellte. Hauptaktionär ist seitdem der Stammverein Herning IK, in dem auch weiterhin die 2. Mannschaft und die Jugendabteilung enthalten sind. 2002 beendete Bjorkstrand seine Karriere als Spieler und übernahm umgehend das Amt des Trainers der Blue Fox, welches er bis 2014 bekleidete. Bis heute hält er sowohl diverse vereinsinterne als auch ligaweite Rekorde. Zum Beispiel sind seine 627 Tore und seine 1.199 Scorerpunkte bis heute unerreicht. In seiner Amtszeit gewann er mit den Blue Fox bislang sechs Meistertitel (zuletzt in der abgelaufenen Saison 2011/12) und erreichte ein weiteres Mal das Play-off-Endspiel.

## Spieler

### Bekannte ehemalige Spieler
(Teamzugehörigkeit, Position und Erfolge in Klammern)
| - Frits Nielsen (1970–1975, 1976–1979 und 1984–1986, Sturm, zwei Meisterschaften) Der Vater von Frans Nielsen spielte insgesamt zehn Jahre für den HIK, davon zwei Jahre als Spielertrainer. Im Anschluss an seine Karriere war er noch bis 1996 Trainer und holte fünf weitere Titel.                                           | - Seppo Repo (1986–1987, Sturm, eine Meisterschaft) Der langjährige finnische Nationalspieler spielte ein Jahr in Herning und blieb dem Verein nach seiner Karriere treu. Von 1996 bis 1999 war er drei Jahre Trainer der Blue Fox. 1990 wurde er in die finnische Hockey Hall of Fame aufgenommen. | - Todd Bjorkstrand (1988–2002, Sturm, sieben Meisterschaften) Bjorkstrand kam als 26-Jähriger nach Herning und blieb bis zu seinem Karriereende. Von 2002 bis 2014 war er Trainer der Blue Fox und hat insgesamt 13 Meisterschaften mit dem Club geholt.                              | - Dan Jensen (1990–2005, Verteidigung, neun Meisterschaften) Jensen kam nach seiner Collegezeit nach Dänemark und spielte dort seine komplette Karriere. Er ist mit 490 Scorerpunkten aus 549 Spielen der punktbeste Verteidiger der Ligageschichte.                             |
| - Petri Skriko (1993–1999, Sturm, vier Meisterschaften) Skriko war der erste ehemalige NHL-Spieler, der zum HIK wechselte. Nach seiner aktiven Karriere arbeitete er noch zwei Jahre als Trainer bei den Blue Fox und gewann eine weitere Meisterschaft.                                                                         | - Lasse Degn (1994–2001 und 2003–2004, Sturm, vier Meisterschaften) Der gebürtige Herninger war – wie sein Bruder Kasper – viele Jahre Stammspieler in der dänischen Nationalmannschaft. Aktuell steht er bei den Nordsjælland Cobras in der 1. Division unter Vertrag.                             | - Christoffer Kjærgaard (1997–2008, Sturm, sechs Meisterschaften) Kjærgaard ist in Herning geboren, durchlief beim HIK alle Jugendmannschaften und spielte elf Jahre für die Profimannschaft. Bis zu seinem Abgang 2008 war er Publikumsliebling und einige Jahre Mannschaftskapitän. | - Daniel Nielsen (1998–2011, Verteidigung, sechs Meisterschaften) Daniel Nielsen erlernte beim HIK das Eishockey spielen und war von 2008 bis 2011 Mannschaftskapitän. 2011 wechselte er in die DEL zu den Hamburg Freezers.                                                     |
| - Frans Nielsen (1998–2001, Sturm, eine Meisterschaft) Der Sohn von Frits Nielsen wurde in Herning geboren und spielte bis 2001 für die Blue Fox. Anschließend wechselte er zunächst nach Schweden und spielt von 2006 bis 2016 in der NHL für die New York Islanders. Seitdem steht er bei den Detroit Red Wings unter Vertrag. | - Peter Regin (2001–2005, Sturm, zwei Meisterschaften) Der gebürtige Herninger spielte bis 2005 für seinen Heimatverein. Anschließend wechselte er in die schwedische Elitserien und ist seit 2008 für die Ottawa Senators in der NHL aktiv.                                                        | - Pekka Tirkkonen (2004–2008, Sturm, drei Meisterschaften) Der ehemalige finnische Nationalspieler war 14 Jahre in der finnischen SM-liiga aktiv und spielte die letzten vier Jahre seiner Karriere in Herning. Zudem spielte er zwei Jahre in der DEL, für Rosenheim und Augsburg.   | - Todd Simpson (2004–2005, Verteidigung, eine Meisterschaft) Todd Simpson spielte in der Lockout-Saison 2004/05 für die Blue Fox und gewann mit der Mannschaft den Titel. In seiner Karriere absolvierte er 580 NHL-Spiele und spielte auch ein Jahr für die Hannover Scorpions. |

### Vereinsinterne Rekorde
| Beste Statistik während der Teamzugehörigkeit | Beste Statistik während der Teamzugehörigkeit     | Beste Statistik während der Teamzugehörigkeit                           | Beste Statistik während der Teamzugehörigkeit |
| Kategorie                                     | Name                                              | Anzahl                                                                  |                                               |
| --------------------------------------------- | ------------------------------------------------- | ----------------------------------------------------------------------- | --------------------------------------------- |
| Meiste Spiele                                 | Todd Bjorkstrand Dan Jensen Daniel Nielsen        | 550 (in 14 Spielzeiten) 534 (in 15 Spielzeiten) 404 (in 12 Spielzeiten) |                                               |
| Meiste Tore                                   | Todd Bjorkstrand Jacob Richter Petri Skriko       | 627 272 (in 20 Spielzeiten) 235 (in sechs Spielzeiten)                  |                                               |
| Meiste Vorlagen                               | Todd Bjorkstrand Petri Skriko Dan Jensen          | 572 314 312                                                             |                                               |
| Meiste Punkte                                 | Todd Bjorkstrand Petri Skriko Jacob Richter       | 1.199 549 487                                                           |                                               |
| Meiste Strafminuten                           | Dan Jensen Christoffer Kjærgaard Todd Bjorkstrand | 926 508 (in elf Spielzeiten) 448                                        |                                               |

## Spielstätten
Nach Gründung des Herning IK spielten die Mannschaften des Vereins zunächst auf zugefrorenen Seen im Umland, beispielsweise dem Teglværksgraven bei Ringkøbingvej. Vor der Spielzeit 1965/66 zog der Verein in die Herninghallerne (MCH Messecenter Herning, Halle E) und trug dort seine Heimspiele aus. Nachdem 1988 das Herning Isstadion fertiggestellt wurde, wurde dieses die neue Heimat des Vereins. In den 2000er Jahren kaufte der Küchenhersteller KVIK die Namensrechte, so dass die Eishalle seither KVIK Hockey Arena heißt.

## Stammverein
Seit der Ausgliederung der Profimannschaft in eine dänische Aktiengesellschaft 1998 sind im Stammverein Herning IK weiterhin alle anderen Mannschaften des Clubs organisiert. Neben der Amateurmannschaft, die in einer unteren dänischen Liga am Spielbetrieb teilnimmt, sind vor allem die Jugendmannschaften ein wichtiger Bestandteil. Schon seit Gründung des HIK gilt der Club als eine der besten Talentschmieden in Dänemark. Viele der Stars der AL-Bank Ligaen wurden in Herning ausgebildet. Besonders in den letzten Jahren hat zudem die Zahl der Herninger Spieler, die nach Nordamerika oder eine der stärkeren europäischen Ligen (Elitserien, SM-liiga, DEL u. a.) wechseln, stark zugenommen, was ein Ergebnis der guten Nachwuchsarbeit des Stammvereins ist.

## Europapokalspiele
| Wettbewerb                    | Runde               | Gegner                       | 1. Spiel       | 2. Spiel |  |
| ----------------------------- | ------------------- | ---------------------------- | -------------- | -------- |  |
|                               |                     |                              |                |          |  |
| Eishockey-Europapokal 1973/74 | 1. Runde            | Vålerenga IF Oslo            | 2:6            | 1:5      |  |
|                               |                     |                              |                |          |  |
| Eishockey-Europapokal 1987/88 | Gruppe C            | Vålerenga IF Oslo            | 3:12           |          |  |
|                               |                     | HK ZSKA Moskau               | 0:13           |          |  |
|                               |                     | SC Dynamo Berlin             | 3:5            |          |  |
|                               |                     |                              |                |          |  |
| Eishockey-Europapokal 1991    | Vorrunde Gruppe A   | HK Polonia Bytom             | 2:6            |          |  |
|                               |                     | Durham Wasps                 | 9:2            |          |  |
|                               |                     | Vålerenga IF Oslo            | 6:9            |          |  |
|                               |                     |                              |                |          |  |
| Eishockey-Europapokal 1992    | Vorrunde Gruppe C   | Narva Kreenholm              | 0:9            |          |  |
|                               |                     | Jokerit Helsinki             | 1:9            |          |  |
|                               |                     |                              |                |          |  |
| Eishockey-Europapokal 1994    | Vorrunde Gruppe B   | HK Jesenice                  | 3:5            |          |  |
|                               |                     | Ferencvárosi TC              | 7:2            |          |  |
|                               |                     | Steaua Bukarest              | 0:1            |          |  |
|                               |                     |                              |                |          |  |
| Eishockey-Europapokal 1995    | Vorrunde Gruppe C   | HC Bat Yam                   | 10:2           |          |  |
|                               |                     | SC Energija                  | 10:2           |          |  |
|                               |                     | Narva Kreenholm              | 7:0            |          |  |
|                               | Halbfinale Gruppe G | HC Bozen                     | 3:10           |          |  |
|                               |                     | HK Dynamo Moskau             | 1:10           |          |  |
|                               |                     | Torpedo Ust-Kamenogorsk      | 2:3            |          |  |
|                               |                     |                              |                |          |  |
| IIHF Continental Cup 1997     | 2. Runde Gruppe F   | Alba Volán Székesfehérvár    | 3:4            |          |  |
|                               |                     | Reims HC                     | 2:2            |          |  |
|                               |                     | Vålerenga IF Oslo            | 2:2            |          |  |
|                               |                     |                              |                |          |  |
| IIHF Continental Cup 1998     | 2. Runde Gruppe H   | SKP PS Poprad                | 2:4            |          |  |
|                               |                     | HC Dukla Trenčín             | 2:5            |          |  |
|                               |                     | HK Liepājas Metalurgs        | 4:1            |          |  |
|                               |                     |                              |                |          |  |
| IIHF Continental Cup 2000/01  | 1. Runde Gruppe E   | CH Txuri Urdin San Sebastián | 17:0           |          |  |
|                               |                     | Nijmegen Tigers              | 13:1           |          |  |
|                               |                     | HC Caen                      | 6:2            |          |  |
|                               | 2. Runde Gruppe L   | Vålerenga IF Oslo            | 5:7            |          |  |
|                               |                     | Frederikshavn White Hawks    | 3:4            |          |  |
|                               |                     | HC Reims                     | ohne Wertung * |          |  |
|                               |                     |                              |                |          |  |
| IIHF Continental Cup 2001/02  | 2. Runde Gruppe M   | Sheffield Steelers           | 3:5            |          |  |
|                               |                     | Anglet Hormadi Élite         | 3:4            |          |  |
|                               |                     | Grenoble Métropole Hockey 38 | 7:4            |          |  |
|                               |                     |                              |                |          |  |
| IIHF Continental Cup 2003/04  | Halbfinale Gruppe J | Dragons de Rouen             | 4:1            |          |  |
|                               |                     | Dwory S.S.A. Unia Oświęcim   | 1:3            |          |  |
|                               |                     | Vålerenga IF Oslo            | 1:3            |          |  |
|                               |                     |                              |                |          |  |
| IIHF Continental Cup 2011/12  | 3. Runde Gruppe D   | Dunaújvárosi Jégkorong       | 1:3            |          |  |
|                               |                     | Sheffield Steelers           | 3:0            |          |  |
|                               |                     | HC Asiago                    | 3:2 n. V.      |          |  |
|                               |                     |                              |                |          |  |
| IIHF Continental Cup 2012/13  | 3. Runde Gruppe D   | HC Bozen                     | 2:3            |          |  |
|                               |                     | Toros Neftekamsk             | 1:3            |          |  |
|                               |                     | Landshut Cannibals           | 4:0            |          |  |

- 2000/01: Das Spiel wurde nach 27 min wegen technischer Probleme am Eis abgebrochen und keine Wertung erteilt.